# Дядо-Либенова къща
Дядо-Либеновата къща е стара възрожденска къща в град Копривщица, построена от Либен Каравелата (прякор, даден му от копривщенци заради походката, подобна на клатената от вълните каравела) – дядото на Любен Каравелов.
Дядо Либен е представител на заможните бегликчии, които живеят на широка нога. С неговите чичовци и вуйчовци, които са разсипвали цялото си състояние за скъпоценни оръжия и хубави коне, пред нищо не са прекършвали своя независим дух и неведнаж са заставали начело на българските борби с кърджалиите. Дядо Либен напълно въплъщава в себе си волната хайдушка натура на старите коприщенци, които са расли на свобода, не са признавали чужда власт и са влияли на другите със своята смелост и упоритост. Но при всичко това дядо Либен имал и една малка слабост: той обичал и своето отечество, ала не всичкото, а само Копривщица.
Къщата е построена през 1810 г. по време на ранно-възрожденския стил в развитието на копривщенската архитектура, характерен със своята несиметричност. Най-добро описание за нея дава неговият внук в сатиричната повест „Българи от старо време“:
| „ | Дядовата Либенова къща е изградена на една джоглина, следователно – дядо Либен може да види всичкото село. Около тая знаменита къща растат в голямо изобилие люляци, трендафили и други миризливи цветя и дървета. От лявата страна на дядовата Либенова къща се намира една твърде голяма градина, която е пълна до най-крайната степен с всякакви плодовити и неплодовити дървета: ябълки, круши, дренки, череши, вишни, праскови, сливи, драгуни, а така също и едно орехово дърво и круша, дотолкова висока и кичеста, щото вие не можете и да си я въобразите, с една дума – рай и нищо повече. | “ |

По-нататък се четат следните слова, отнасящи се за къщата на другия главен герой на същата повест:
| „ | Щом влезеш през вратника на хаджи Генчовата къща, то пред очите ти се представляват всевъзможни картини: надясно се намира градинка, в която хаджи Генчо лежи по празниците под кичестата круша, прохлаждава се и си пие ракийка, а в делник прекопава градинката, сади цветя и зеле, плодовити дървета и лук. Хаджи Генчо се гордее със своята градинка и с пълно съзнание на нейното и на своето достойнство той вика гостенина да влезе при него в градинката и да се почуди... Трябва да ви кажа и това, че когато хаджи Генчо се намира в своята градинка, то той заборавя за хорските слабости и за нравоучителните дела и без церемония вика и мъжете, и жените да влязат в градинката му, ако лятната горещина и да му не дозволява да облече гореописаните шарени шалвари. | “ |

Къщата се намира на улица „Дядо Либен“ в Арнаут махала, но не е музей и не е отворена за посещение.